# Campionato ucraino di football americano 2003
Il Campionato ucraino di football americano 2003 è l'11ª edizione del campionato di football americano di primo livello, organizzato dalla FAFU.

## Squadre partecipanti
| Club                 | Città    | Stadio | Sponsor ufficiale | Risultato nella stagione 2002 |
| -------------------- | -------- | ------ | ----------------- | ----------------------------- |
| Donetsk Scythians    | Donec'k  |        |                   |                               |
| Kiev Slavs           | Kiev     |        |                   |                               |
| Kishinev Barbarians  | Chișinău |        |                   |                               |
| Lugansk Leopards     | Luhans'k |        |                   |                               |
| Uzhgorod Lumberjacks | Užhorod  |        |                   |                               |
| Uzhgorod Warriors    | Užhorod  |        |                   |                               |

## Stagione regolare

### Calendario

#### 1ª giornata
| 25 maggio 2003 | Donetsk Scythians | 50 – 0 | Lugansk Leopards |  |

| 25 maggio 2003 | Kiev Slavs | 61 – 0 | Uzhgorod Lumberjacks |  |

#### 2ª giornata
| 31 maggio 2003 | Lugansk Leopards | ? – ? | Kishinev Barbarians |  |

| 31 maggio 2003 | Uzhgorod Lumberjacks | 62 – 0 | Uzhgorod Warriors |  |

#### 3ª giornata
| 8 giugno 2003 | Kishinev Barbarians | 0 – 20 (a tavolino) | Donetsk Scythians |  |

| 8 giugno 2003 | Uzhgorod Warriors | ? – ? | Kiev Slavs |  |

### Tabelle riassuntive

#### Girone Ovest
|   |                      | SLA | LUM  | WOL  |
| 1 | Kiev Slavs           |     | 61-0 | –    |
| 2 | Uzhgorod Lumberjacks | -   |      | 62-0 |
| 3 | Uzhgorod Warriors    | ?-? | -    |      |

#### Girone Est
|   |                     | SCY         | BAR | LEO  |
| 1 | Donetsk Scythians   |             | -   | 50–0 |
| 2 | Kishinev Barbarians | 0–20 d.g.s. |     | -    |
| 3 | Lugansk Leopards    | –           | ?-? |      |

### Classifiche
Classifiche compilate con i risultati degli incontri noti.

Le classifiche della regular season sono le seguenti:
- PCT = percentuale di vittorie, G = partite giocate, V = partite vinte, P = partite perse, PF = punti fatti, PS = punti subiti

#### Girone Ovest
| Pos. | Squadra              | PCT   | G | V | N | P | PF | PS |
| ---- | -------------------- | ----- | - | - | - | - | -- | -- |
| 1    | Kiev Slavs           | 1.000 | 1 | 1 | 0 | 0 | 61 | 0  |
| 2    | Uzhgorod Lumberjacks | .500  | 2 | 1 | 0 | 1 | 62 | 61 |
| 3    | Uzhgorod Warriors    | .000  | 1 | 0 | 0 | 1 | 0  | 62 |

#### Girone Est
| Pos. | Squadra             | PCT   | G  | V | N | P | PF | PS |
| ---- | ------------------- | ----- | -- | - | - | - | -- | -- |
| 1    | Donetsk Scythians   | 1.000 | 2  | 2 | 0 | 0 | 70 | 0  |
| 2    | Kishinev Barbarians | .000  | 1  | 0 | 0 | 1 | 0  | 20 |
| 3    | Lugansk Leopards    | .000  | 12 | 0 | 0 | 1 | 0  | 50 |

## Playoff

### Finale 3º - 4º posto
| 5 ottobre 2003 | Uzhgorod Lumberjacks | ? – ? | Uzhgorod Warriors |  |

### Finale
| 2003 | Donetsk Scythians | v – p | Kiev Slavs |  |

## Verdetti
- Donetsk Scythians Campioni di Ucraina 2003